# Raja Ram

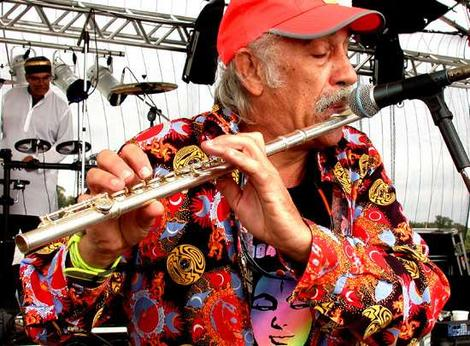
Raja Ram als 1200 Micrograms

Raja Ram (eigentlich Ronald Rothfield; * 1941 in Melbourne, Australien) ist Gründer der Progressive-Rock-Band Quintessence und ist Betreiber des englischen Psytrance-Labels TIP Records. Weite Bekanntheit erlangte er durch Gründung der Gruppen Shpongle und 1200 Micrograms. Er spielt, insbesondere in den Titeln, die sich dem Ambient zuordnen lassen, live und auf Aufzeichnungen häufig Querflöte.

## Leben
Ronald Rothfield wurde 1941 in Melbourne geboren. Bereits in den späten 1950er Jahren begab er sich als Prototyp der späteren Hippies auf ausgedehnte Weltreisen. Anschließend kehrte er nach Australien zurück und studierte klassische Flöte am Melbourne Conservatory. 1965 ging er nach New York, weil er dort sein Studium im Jazz-Bereich an der Cool School des Jazzpianisten Lennie Tristano fortsetzen konnte. Er interessierte sich insbesondere für improvisierte Spieltechniken, die ihm Tristano mittels Aufnahmen des Saxophonisten Lester Young vermittelte.
Nach Abschluss des Studiums verschlug es ihn zunächst nach Paris, dann nach Ibiza und schließlich nach Griechenland auf eine Insel. Aufgrund der politischen Situation in Griechenland kehrte er dem Inseldasein nach zwei Jahren den Rücken und übersiedelte nach London.
1969 gründete er dort die Band Quintessence, die Progressive Rock mit indischen Einflüssen verband. Seine internationalen Mitmusiker rekrutierte er über Zeitungsanzeigen im Melody Maker. Der der Band nahestehende Hindu-Geistliche Swami Ambikananda verlieh Rothfield im Gründungsjahr der Band den Hindu-Namen „Raja Ram“, unter dem er seitdem auftritt. Von 1969 bis 1972 nahm Raja Ram mit Quintessence fünf LPs auf. Die zunächst sehr erfolgreiche Band war jedoch bereits 1971 auf dem Zenit ihres Schaffens angelangt, verlor bis Mitte der 70er Jahre dann aber ihre Bedeutung und löste sich um 1980 auf.
Anschließend zog sich der Musiker vorübergehend aus der Musikszene zurück und war im kaufmännischen Bereich tätig. Erst in den späten 80er Jahren wuchs in ihm wieder das Interesse an Musik, nun speziell an elektronischer Musik.
Für das von Martin Glover (Ex-Killing Joke) in London gegründete Dragonfly-Label produzierte Raja Ram gemeinsam mit Graham Wood unter dem Namen „The Infinity Project“. Als einer der ersten Musiker überhaupt nahm er Psytrance-Platten auf und war damit stilprägend für diese spezielle, gleichermaßen schnelle, harmonische und hypnotische Spielart des Techno.
Gemeinsam mit Graham Wood gründete Raja Ram 1994 das eigene Label TIP Records, das zu einem der bekanntesten Psytrance-Labels wurde und inzwischen als „TIP World“ firmiert. Raja Ram hat seitdem wieder zahlreiche Veröffentlichungen vorgelegt. 1996 erschien in Zusammenarbeit mit Simon Posford (der als Hallucinogen ebenfalls ein prominenter Psytrance-Musiker ist) unter dem Projektnamen „Mystery of the Yeti“ ein gleichnamiges Album. Weitere Alben dieses Projekts sollten unter dem Projektnamen „Shpongle“ folgen.
Obwohl er damals schon weit über 50 Jahre alt war, debütierte Raja Ram 1998 auch als Psytrance-DJ und hat seitdem mehrere Alben mit DJ-Mixes veröffentlicht.
2002 gründete er das in Ibiza ansässige Projekt 1200 Micrograms, das auf TIP World seitdem ebenfalls mehrere Alben vorgelegt hat. Zahlreiche andere Labelveröffentlichungen hat er produziert und er wirkte bei unzähligen Aufnahmen anderer Künstler als Gastmusiker mit.
Raja Ram hat eine Tochter, Sastra.

## Diskografie (Auswahl)
mit Quintessence
- In Blissful Company (Island Records 1969)
- Quintessence (Island Records 1970)
- Dive Deep (Island Records 1971)
- Self (RCA 1972)
- Indweller (RCA 1972)

mit The Infinity Project
- Feeling Weird (TIP Records 1995)
- Mystical Expirience (Blueroom released 1995)

mit Mystery of the Yeti
- Mystery of the Yeti (TIP Records 1996)
- Mystery of the Yeti, Pt. 2 (TIP World 1999)

mit Shpongle
- Are You Shpongled? (Twisted Records-TWSCD4 1998)
- Tales of the Inexpressible (Twisted Records-TWSCD13 2001)
- Remixed (Twisted Records-TWSCD/LP23 2003)
- Nothing Lasts… But Nothing Is Lost (Twisted Records-TWSCD/LP28 2005)
- Ineffable Mysteries From Shpongleland (Twisted Records-TWSCD36 2009)
- Shpongle Live in Concert DVD (Twisted Records TWSDVD002 2009)
- Museum of Consciousness (Twisted Records 2013)
- Codex VI (Twisted Records 2017)

mit 1200 Micrograms
- 1200 Micrograms (TIP World 2002)
- Heroes of the Imagination (TIP World 2003)
- The Time Machine (TIP World 2004)
- Live in Brazil (TIP World 2005)
- Magic Numbers (TIP World 2007)
- Gramology (TIP World 2010)

DJ-Mix-CDs
- Spaceships of the Imagination (TIP World)
- Raja Ram’s Stash Bag (TIP World)
- Raja Ram’s Stash Bag Vol. 2 (TIP World)
- Raja Ram’s Stash Bag Vol. 3 (TIP World)
- Raja Ram The Godfather (Phonokol)